# Élections législatives de 1956 en Loir-et-Cher
Les élections législatives françaises de 1956 se tiennent le 2 janvier. Ce sont les dernières élections législatives de la Quatrième république, après les élections de novembre 1946 et de juin 1951.

## Mode de scrutin
L'Assemblée nationale est composée de 626 sièges pourvus au scrutin proportionnel plurinominal suivant la règle de la plus forte moyenne dans le cadre départemental, sans panachage.
Le vote préférentiel est admis, en inscrivant un numéro d'ordre en face du nom d'un, de plusieurs ou de tous les candidats de la liste. Mais l'ordre ne pourra être modifié que si au moins la moitié des suffrages portés sur la liste est numéroté. Dans les faits les modifications ne dépasseront jamais les 7%.
La loi électorale du 7 mai 1951, dite loi des apparentements, reste en vigueur. Elle permet à la base une répartition des sièges à la représentation proportionnelle dans le département, mais si des listes « apparentées » avant le déroulement du scrutin obtiennent ensemble une majorité absolue de suffrages exprimés, elles reçoivent directement tous les sièges à pourvoir.
Dans le département de Loir-et-Cher, quatre députés sont à élire.

## Élus
| Député sortant   | Parti | Parti | Député élu ou réélu | Parti | Parti    |
| ---------------- | ----- | ----- | ------------------- | ----- | -------- |
| Kléber Loustau   |       | SFIO  | Kléber Loustau      |       | SFIO     |
| André Burlot     |       | MRP   | Bernard Paumier     |       | PCF      |
| Robert Bruyneel  |       | CNIP  | Robert Bruyneel     |       | CNIP     |
| Georges Litalien |       | CNIP  | Robert Pesquet      |       | Rép. soc |

## Résultats

### Résultats à l'échelle du département
- Un apparentement de type Front Républicain est concrétisé entre les listes SFIO, Rad-soc, G. ind-JR-PRRES et UDSR.
- Un autre est conclu en soutien à la majorité sortante, entre les listes CNIP-ARS, Rép. soc, MRP et RGR.

| Parti    | Parti                                                    | Tête de liste      | Résultats | Résultats | Appar. | Appar. | Sièges |
| Parti    | Parti                                                    | Tête de liste      | Voix      | %         | Voix   | %      | Nb.    |
| -------- | -------------------------------------------------------- | ------------------ | --------- | --------- | ------ | ------ | ------ |
|          | Indépendants et paysans (CNIP-ARS)                       | Robert Bruyneel    | 55 333    | 44,17     | 26 172 | 20,89  | 1 1    |
|          | Républicains sociaux                                     | Robert Pesquet     | 55 333    | 44,17     | 14 697 | 11,73  | 1 1    |
|          | Mouvement républicain populaire                          | André Burlot       | 55 333    | 44,17     | 13 292 | 10,61  | -      |
|          | Rassemblement des gauches républicaines                  | Ernest Poussin     | 55 333    | 44,17     | 1 172  | 0,94   | -      |
|          | Parti communiste français                                | Bernard Paumier    | 34 955    | 27,90     | -      | -      | 1 1    |
|          | Section française de l'Internationale ouvrière           | Kléber Loustau     | 33 151    | 26,46     | 18 806 | 15,01  | 1      |
|          | Parti républicain, radical et radical-socialiste         | Charles Diard      | 33 151    | 26,46     | 6 056  | 4,83   | -      |
|          | Front républicain contre l'immobilisme (G. ind-JR-PRRES) | Marc Cadiot        | 33 151    | 26,46     | 5 751  | 4,59   | -      |
|          | Union démocratique et socialiste de la Résistance        | Roger Janot        | 33 151    | 26,46     | 2 538  | 2,03   | -      |
|          | Parti républicain paysan                                 | Valentin Salvaudon | 2         | 0,00      | -      | -      | -      |
|          |                                                          |                    |           |           |        |        |        |
| Inscrits | Inscrits                                                 | Inscrits           | 156 476   | 100,00    |        |        | 4      |
| Votants  | Votants                                                  | Votants            | 131 226   | 83,86     |        |        |        |
| Exprimés | Exprimés                                                 | Exprimés           | 125 284   | 95,47     |        |        |        |